# NPC Rieti
O N.P.C. Rieti (abreviatura:New Project Children) é um clube de basquetebol baseado em Rieti, Itália que atualmente disputa a Série A2. Manda seus jogos no PalaSojourner  com capacidade para 3.550 espectadores.

## Histórico de Temporadas
| Temporada | Nível | Liga     | Pos. | J     | PL  | Resultado              |
| --------- | ----- | -------- | ---- | ----- | --- | ---------------------- |
| 2012-13   | 4     | DNB      | 11   | 13-17 |     |                        |
| 2013-14   | 3     | DNB      | 2    | 26-6  | 4-3 | Finalista do Grupo C   |
| 2014-15   | 3     | Serie B  | 2    | 22-4  | 8-2 | Promovidosemifinalista |
| 2015-16   | 2     | Serie A2 | 13   | 13-17 |     |                        |
| 2016-17   | 2     | Serie A2 | 12   | 13-17 |     |                        |
| 2017-18   | 2     | Serie A2 | 10   | 14-16 |     |                        |
| 2018-19   | 2     | Serie A2 | 5    | 17-11 | 3-5 | Quartas de finais      |

fonte:eurobasket.com